# Acumulările Sârca - Podu Iloaiei
Acumulările Sârca - Podu Iloaiei este o arie protejată (arie de protecție specială avifaunistică — SPA) din România întinsă pe o suprafață de 1.928,8 ha, integral pe uscat.

## Localizare
Situl se întinde pe teritoriile administrative ale comunelor Balș, Bălțați, Belcești, Ion Neculce, Lungani, Popești și Sinești; și pe cele ale orașelor Podu Iloaiei și Târgu Frumos din județul Iași. Centrul sitului Acumulările Sârca - Podu Iloaiei este situat la coordonatele 47°11′49″N 27°11′28″E / 47.196842°N 27.191161°E.

## Înființare
Situl Acumulările Sârca - Podu Iloaiei a fost declarat arie de protecție specială avifaunistică (ROSPA0150) în septembrie 2016 pentru a proteja 27 de specii de animale.

## Biodiversitate
Situată în ecoregiunea continentală, aria protejată nu include niciun habitat protejat.
La baza desemnării sitului se află mai multe specii protejate de  păsări (27): pescăruș albastru (Alcedo atthis), rață lingurar (Anas clypeata), rață pitică (Anas crecca), rață mare (Anas platyrhynchos), rață cârâitoare (Anas querquedula), gârliță mare (Anser albifrons), rață cu cap castaniu (Aythya ferina), rață roșie (Aythya nyroca), șorecar mare (Buteo rufinus), chirighiță cu obraz alb (Chlidonias hybridus), barză albă (Ciconia ciconia), barză neagră (Ciconia nigra), șerpar (Circaetus gallicus), erete de stuf (Circus aeruginosus), erete vânăt (Circus cyaneus), cristei de câmp (Crex crex), lebădă de iarnă (Cygnus cygnus), lebădă de vară (Cygnus olor), egretă mică (Egretta garzetta), șoim de iarnă (Falco columbarius), vânturel de seară (Falco vespertinus), becațină comună (Gallinago gallinago), codalb (Haliaeetus albicilla), sfrâncioc roșiatic (Lanius collurio), stârc de noapte (Nycticorax nycticorax), vultur pescar (Pandion haliaetus), bătăuș (Philomachus pugnax).